# Gross Domestic Product
Gross Domestic Product to pierwszy pełnowymiarowy album kanadyjskiej grupy Warsawpack. Płyta została wydana w pierwszą rocznicę zamachu na WTC. Nazwa albumu oznacza produkt krajowy brutto. 

## Lista utworów
1. Year Of The Car Crash
2. Diabolique
3. Survive
4. Ze Microfiche
5. Attention To Deficit
6. State Of Unconsciousness
7. Friday Night
8. Pause Song
9. Mauser
10. Valdez
11. Lotus Position
12. Doomsday Device
13. Dali

## Inne
Okładkę albumu można zobaczyć na stronie dyskografii zespołu